# Gospodarska kolęda
Gospodarska kolęda (A czyjże to nowy trzem…) – późnośredniowieczna kolęda w języku polskim.
Data powstania kolędy nie jest znana. Ukazała się drukiem w 1543 w dziele Rurale iudicium, to jest Ludycje wieśne na ten Nowy Rok 1544…, wydanym w Krakowie przez Helenę Unglerową, wdowę po Florianie Unglerze. W tym samym druku umieszczona została też m.in. Gospodyniej kolenda (w druku i przedrukach formy kolęda i kolenda występowały obocznie). Tekst, pochodzący z tradycji ustnej, został prawdopodobnie zredagowany na potrzeby druku, zachowały się w nim jednak cechy archaiczne, świadczące o dużo wcześniejszej dacie powstania.
Forma wiersza wskazuje, że powstał on przed ustabilizowaniem się poezji rymowanej i stroficznej. Rymy są rzadkie i dotyczą głównie końcówek fleksyjnych. W wierszu zastosowany jest paralelizm składniowy. Siedmiozgłoskowe wersy dzielą się na mniejsze cząstki (4+3). Pojawiają się także powtórzenia, anafory, konkatenacje i zaprzeczenia.
Utwór zalicza się do kolęd życzeniowych, wykonywanych przez kolędników. Życzenia, kierowane zwykle w tego typu kolędach do jednej osoby, tutaj zostały skierowane do małżonków i ich nienarodzonego syna, któremu przepowiadana jest pomyślna przyszłość. W utworze pojawia się dawna symbolika zwierzęca, jak gronostaj oznaczający męskiego potomka, oraz wizja rycerskiej przyszłości chłopca. Pieśń jest przejawem adaptacji świeckich i pogańskich tradycji oraz myślenia magiczno-symbolicznego do systemu kultury chrześcijańskiej.